# Дворци
Дворци (мкд. Дворци) су насеље у Северној Македонији, у средишњем делу државе. Дворци припадају општини Пласница.

## Географија
Насеље Дворци је смештено у средишњем делу Северне Македоније. Од најближег већег града, Кичева, насеље је удаљено 15 km источно.
Рељеф: Дворци се налазе у Доњекичевском крају, која обухвата средишњи део слика реке Треске. Село је положено на десној обали реке Треске. Јужно од села издиже се Бушева планина. Надморска висина насеља је приближно 620 метара.
Клима у насељу је континентална.

## Становништво
По попису становништва из 2002. године, Дворци су имали 25 становника.
Претежно становништво у насељу су етнички Македонци (100%), по чему је ово село другачије од осталих у општини, где су у огромној већини Турци, тачније Торбеши.
Већинска вероисповест у насељу је православље.